# Culumana pilana
Culumana pilana är en insektsart som beskrevs av Delong och Freytag 1972. Culumana pilana ingår i släktet Culumana och familjen dvärgstritar. Inga underarter finns listade i Catalogue of Life.